# El Pedregal, Peribán
El Pedregal är en ort i Mexiko.   Den ligger i kommunen Peribán och delstaten Michoacán de Ocampo, i den södra delen av landet, 300 km väster om huvudstaden Mexico City. El Pedregal ligger 1 693 meter över havet och antalet invånare är 242.
Terrängen runt El Pedregal är huvudsakligen kuperad, men åt sydost är den bergig. Runt El Pedregal är det ganska tätbefolkat, med 54 invånare per kvadratkilometer. Närmaste större samhälle är Peribán de Ramos, 0,94 km väster om El Pedregal. I omgivningarna runt El Pedregal växer i huvudsak blandskog.